# ハワード・スコット・ウォーショウ
ハワード・スコット・ウォーショウ（Howard Scott Warshaw、1957年7月30日 - ）は、アメリカ合衆国の元ゲームデザイナーである。1980年代前半にテレビゲームメーカー「アタリ」に勤務し、Atari 2600のゲーム『ヤーの復讐』、『レイダース/失われたアーク《聖櫃》』、『E.T.』を製作した。『E.T.』は史上最低のゲームタイトルとされ、アタリ社倒産の主な原因となった。

## 若年期
ウォーショウはコロラド州で1957年7月30日に生まれ、ニュージャージー州で育った。テュレーン大学に入学して、数学と経済学を専攻した。大学を優秀な成績で卒業し、全米の優秀な学生のみが入会できるオナー・ソサエティである「ファイ・ベータ・カッパ」の会員となった。奨学金を得て大学院に進学し、計算機工学の修士号を得た。

## キャリア
大学を卒業後、ヒューレット・パッカード(HP)にシステムエンジニアとして採用された。しかし、満たされなさを感じてHP社を辞め、1981年にアタリ社に入社した。

### アタリ
1982年、ウォーショウにアーケードゲーム『スター・キャッスル』のAtari 2600への移植の仕事が割り当てられた。これは、宇宙船を操作して画面中央の敵を倒すというゲームだが、様々な制約が明らかになり、ウォーショウは、プレイヤーキャラクターを突然変異したイエバエにし、エイリアンの攻撃から世界を守るという、全く別のコンセプトに作り変えた。仮題は『タイムフリーズ』だった。プレイテストにより、このゲームは女性に人気があることがわかった。正式タイトルは『ヤーの復讐』(Yars' Revenge)で、このゲームは大ヒットし、今日でもAtari 2600のゲームの最高傑作とされている。『ヤーの復讐』の成功により、ウォーショウは映画『レイダース/失われたアーク《聖櫃》』のゲーム化の仕事が割り当てられた。このゲームも商業的に成功した。
『レイダース』でも成功したことから、今度は映画『E.T.』のゲーム化を任された。しかし、前2作では製作に4～7か月がかかっていたのに対し、この作品はクリスマス商戦に間に合わせるために、企画から完成までに5週間しか与えられなかった。ウォーショウは、社内のグラフィックデザイナーのジェローム・ドムラットの助けを借りた。期間内に完成したものの、できあがったゲーム『E.T.』の評判は悪く、プレイにより困惑やイライラを招く、いわゆる「クソゲー」となってしまった。アタリ社はこの作品により大きな経済的損失を受け、その他の経営上の判断ミスや、1983年のアメリカのゲーム業界全体の売上不振（いわゆるアタリショック）もあり、1984年にアタリ社は倒産、分割して売却されることとなった。
『E.T.』開発終了から同社倒産までの間、ウォーショウは『サボタージュ』という別のゲームやテレビドラマ『特攻野郎Aチーム』のゲーム化作品を開発していたが、いずれも完成前にウォーショウはアタリ社を辞めた。

### アタリ社退社後
アタリ社退社後、ウォーショウは映像制作を学び、ドキュメンタリー映画"From There to Here: Scenes of Passage"を制作した。この作品は、ロシアの同じ家系の2人の女性が、それぞれ1920年と1980年にアメリカに移住した記録である。その後、1970年代の終わりから1980年代初頭までのアタリ社の元従業員へのインタビューや記録を元に作成したドキュメンタリー"Once Upon Atari"を制作した。2005年には、サンフランシスコのBDSMに関するドキュメンタリー"Vice & Consent"を制作した。
2008年、ウォーショウはG4 TVのテレビアニメ『コード・モンキーズ』の第2シーズンのエピソードに本人役でゲスト出演した。
2011年、ウォーショウはジョン・F・ケネディ大学で心理療法士の資格を取得し、2012年にカリフォルニア州公認の心理療法士となった。ロスアルトスで医院を開設するほか、シリコンバレーで講演を行ったり、心理トレーニングの映像の配信を行ったりしている。
2013年6月、ウォーショウが製作した『ヤーの復讐』が、ニューヨーク近代美術館が2012年から始めたビデオゲームコレクションに収蔵された。
2014年、売れ残りの『E.T.』のゲームカートリッジが埋められたという都市伝説のあるニューメキシコ州アラモゴードの「ビデオゲームの墓場」の発掘が行われることになり、ウォーショウも立ち合った。その様子は、アタリショックを取り上げたドキュメンタリー映画『アタリ: ゲームオーバー』に収録された。また、同年にはこの発掘をネタにした自主制作のコメディ映画『アングリー・ビデオゲーム・ナード』が制作された。ウォーショウはこの映画に主役のマッドサイエンティスト役で出演を要請されたが、心理療法士の仕事に差し障るというウォーショウの申し出により、本人役のカメオ出演となった。
2020年、ウォーショウは、自身が制作したドキュメンタリー"Once Upon Atari"を元にした書籍"Once Upon Atari: How I made history by killing an industry"（かつてアタリで: 如何にして私は業界を殺し歴史を作ったのか）を出版した。